# Windjana Gorge Nemzeti Park
A Windjana Gorge Nemzeti Park Nyugat-Ausztráliában található, Perth városától 1855 kilométernyire északkeletre, Broome-tól 355 kilométernyire keletre helyezkedik el. 
A völgyszorost a Lennard-folyó vájta ki, mintegy 3 kilométer hosszúságban, illetve 100 méteres szélességben és helyenként 30 méteres mélységben a környező sziklás altalajba. A sziklák a több mint 375 millió éves Napier-hegyhát devon időszakból származó alakzatainak részét képezik. Ugyanilyen sziklák találhatóak a Tunnel-pataknál és a Geikie-völgyszorosban is.
A folyó szabadon folyik a nedves évszakban, ugyanakkor a száraz évszakban medencék sorozata látható a helyén, melyet körülölelnek a bozótosok és a fák. A folyó menti növénytakarót a Melaleuca növénynemzetség tagjai, vadon nőtt fügefák, valamint Nauclea orientalis fák alkotják.

## Fordítás
Ez a szócikk részben vagy egészben  a   Windjana Gorge National Park című angol Wikipédia-szócikk ezen változatának fordításán alapul.  Az eredeti cikk szerkesztőit annak laptörténete sorolja fel. Ez a jelzés csupán a megfogalmazás eredetét és a szerzői jogokat jelzi, nem szolgál a cikkben szereplő információk forrásmegjelöléseként.